# ナガミカズラ
ナガミカズラ（学名：Aeschynanthus acuminatus）はイワタバコ科ナガミカズラ属の多年生つる植物。和名は果実の細長い形状に由来。
本種は自生地と個体数が極めて少なく、その希少性から環境省および沖縄県の絶滅危惧IA類（CR）、国内希少野生動植物種に指定され、採集や譲渡は法律で禁止されている。

## 特徴
葉は対生し多肉質、楕円形で全縁、先端は鋭く尖る。花は腋生の散房花序をだし、花冠は黄白色または赤～緑色で鐘形、先は上下2唇に分かれ、上唇はさらに2裂、下唇は3裂する。雄しべは4本で花冠の先から出る。果実は長さ約15 cm（または6.5–16 mmとする文献もある）の細長い円筒形の蒴果で、先は尖り、2つに裂開し、両端に長い毛束をもつ小さな種子を多数飛ばす。

## 分布と生育環境
日本国内では沖縄県西表島にのみ産し（本種の分布域北限）、台湾、中国、インド、ベトナム、マレーシア、インドネシアなどに広く分布する。台湾では低地～山地の常緑樹林内にやや普通に生育し、西表島では高地の樹冠や岩上に生育する。西表島の自生地では開花・結実は観察されていないが、国内の植物園などで3例の開花報告がある。

## 近縁種
ナガミカズラ属Aeschynanthusはアジア・太平洋諸島に約185種が分布し、このうちいくつかの原種や交雑品種が、属名のエスキナンサスまたはエスキナンツスなどの名称で園芸に利用されている。
- エスキナンサス・スペキオスス A. speciosus マレー半島、ボルネオ島、ジャワ島原産
- エスキナンサス・ミクランサス A. micranthus ヒマラヤ原産